# マリアの心臓
マリアの心臓 （まりあのしんぞう）は、人形蒐集家の片岡佐吉が、自身の所有する人形を中心に、独特な演出で展示した人形博物館。

## 概要
片岡は1970年代より、札幌と表参道の自身の店「人形屋佐吉」にて人形の展示、販売を行っていたが、これと並行して、2001年、東京元浅草に「人形博物館マリアクローチェ」を開いた。
2004年には、渋谷に移転し、名前を「マリアの心臓」と改めて開館する。2011年に閉館。
2015年より京都大原にて、不定期展示ながら再開したが2022年7月閉館。
2016年東京には銀座店を開館し、2018年12月閉館。
片岡が蒐集してきたアンティークドール、市松人形、文楽人形、球体関節人形等を展示しており、特に人形作家天野可淡の希少な作品を数多く所有し、展示することで知られる。
また、恋月姫、清水真理、木村龍、三浦悦子、中川多理等の創作人形作家の作品の販売委託も行う。
人形以外にも、吉田キミコ、中村淳次、立島夕子、山本タカト、稲垣征次等の絵画も展示する。

## エピソード
- マリアの心臓渋谷店で黒色すみれのさちどんがバイトをしていた事があり、それが縁でマリアの心臓を会場に黒色すみれのライブが不定期に行われていた。
- 銀座店最後の日も、人形たちや絵画に囲まれる中黒色すみれのライブがあり、ライブ終了後の展示解体作業前には神主によってお祓いが行われた。
- 黒色すみれと交流のある映画監督ティム・バートンも来館した事がある。